# Medival – Electronic Open Air
Das Medival – Electronic Open-Air (kurz Medival) ist ein Open-Air-Musikfestival der elektronischen Tanzmusik in Deutschland. Es findet jährlich am dritten Juliwochenende in Thüringen auf der Ruine Brandenburg bei Lauchröden statt.

## Geschichte
Das erste Medival-Festival fand 2015 auf einer Bühne mit knapp 1000 Besuchern statt. Seitdem findet es jedes Jahr regelmäßig statt, mit einer wachsenden Besucherzahl.
2020 fiel das Festival auf Grund der Corona-Pandemie aus. Auch 2021 fand das Festival nicht wie geplant statt. Stattdessen wurde es in einer kleineren Variante dem Minival mit verringerter Besucherzahl und unter strengen Hygienemaßnahmen durchgeführt.

## Verwandte Veranstaltungen
Als Ableger war im Jahr 2020 das Medival on Tour geplant, eine Veranstaltungsreihe im Frühjahr, um die Zeit bis zum nächsten Medival-Festival zu überbrücken. Aufgrund der Corona-Pandemie konnte jedoch lediglich eine Veranstaltung stattfinden.
Außerdem wurden 2020 zahlreiche Livestreams unter anderem mit namhaften DJs veröffentlicht.
2021 fand erstmals das Minival, als kleine Schwester, mit verringerter Besucherzahl und unter Einhaltung der Maßnahmen zur Eindämmung der Pandemie statt.

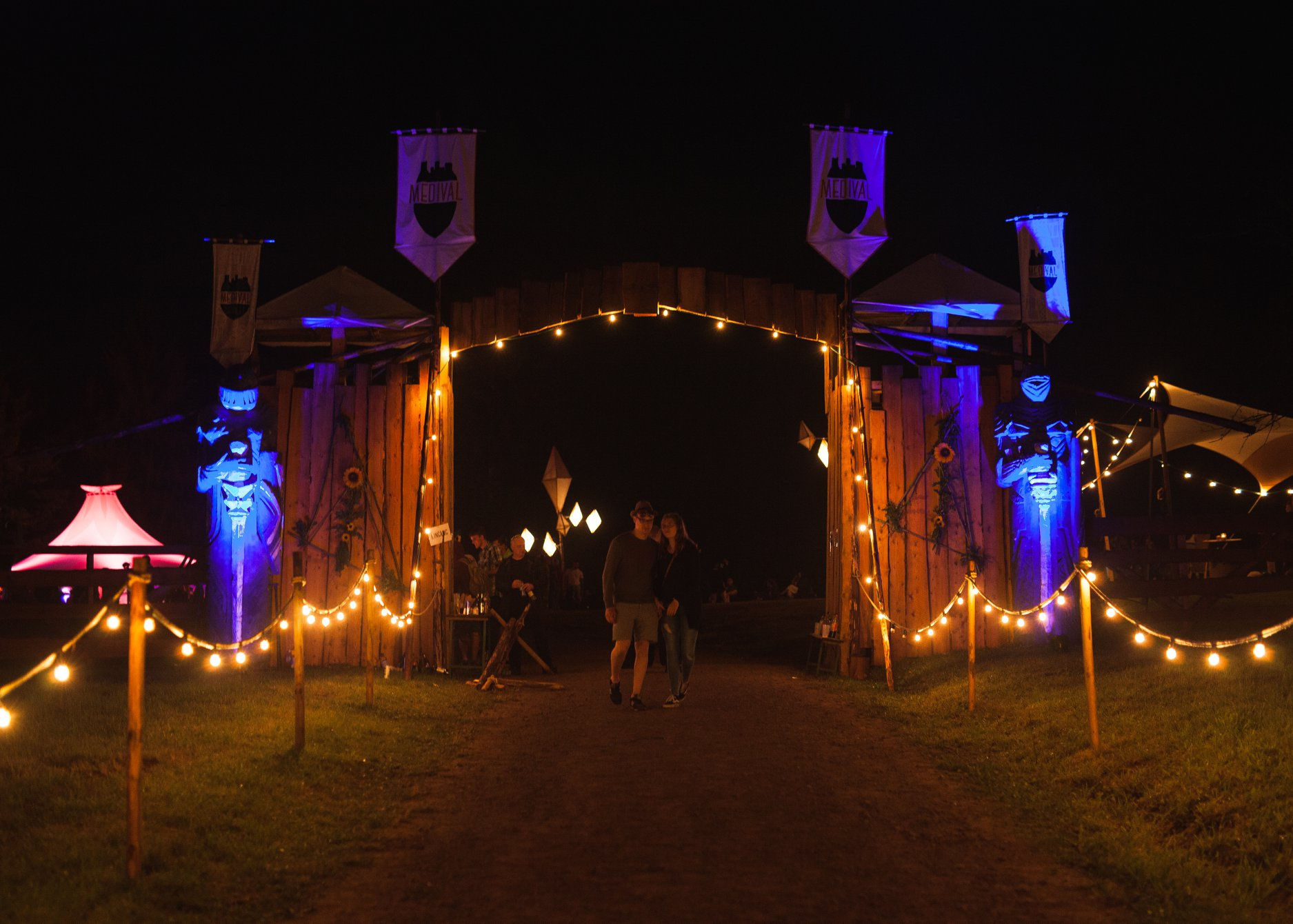
Eingangstor des Medivals bei Nacht

## Stil
Unterhalb der einzigartigen Kulisse der Brandenburg wird jedes Jahr mit der Unterstützung vieler freiwilliger Helfer und Vereine das Medival aufgebaut. Mit seiner Symbiose aus einem mittelalterlichen Ambiente und moderner, elektronischer Musik sowie einem exzellenten Line-Up stellt es etwas bisher nicht Dagewesenes dar. Dieser scheinbare Stilbruch bietet die Möglichkeit, etwas Besonderes zu sein. Unter anderem werden Bühnen, Theken und die Deko jedes Jahr erneut aufgebaut und liebevoll gestaltet.

## Headliner

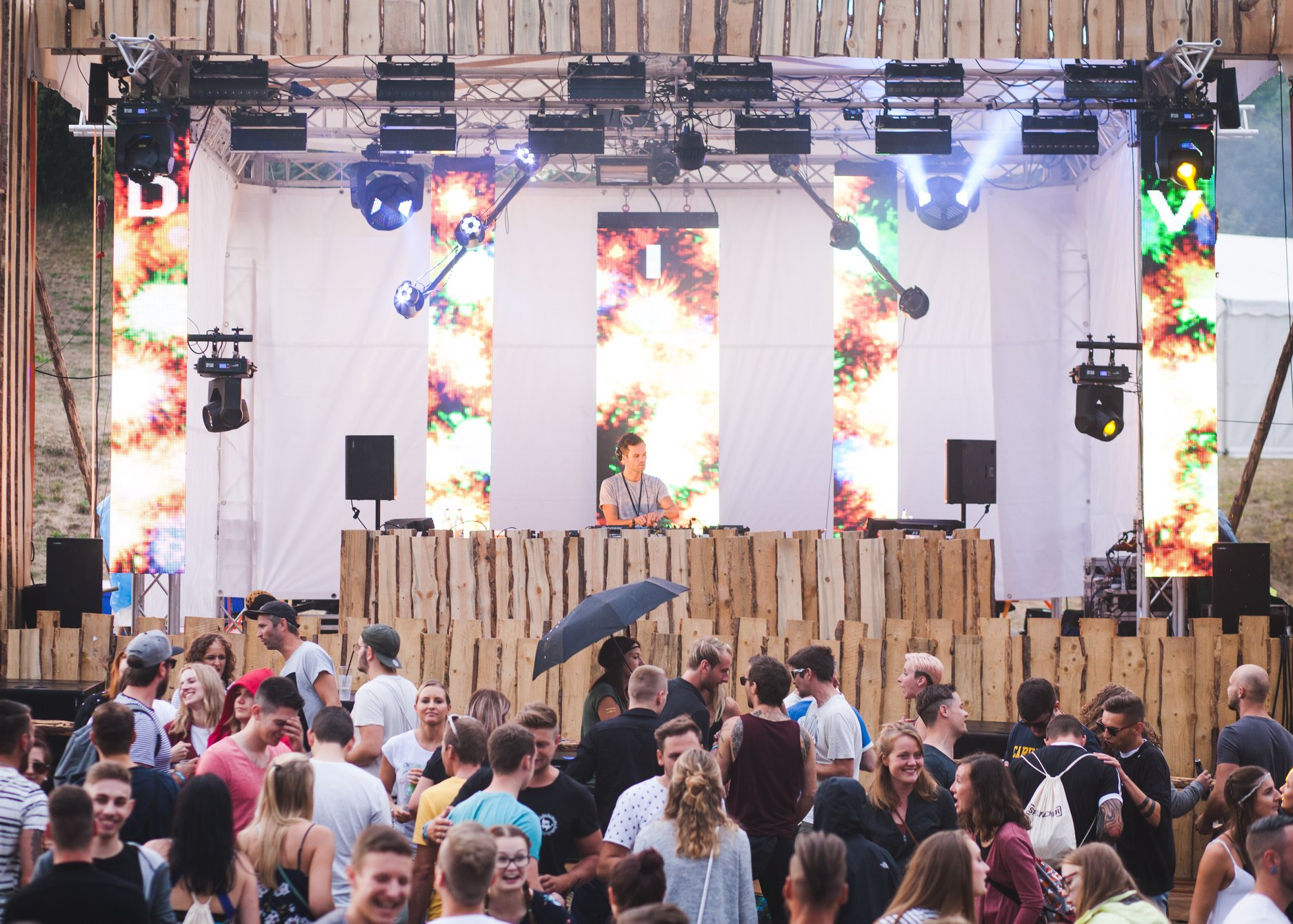
Die Mainstage mit David Keno beim Medival 2018

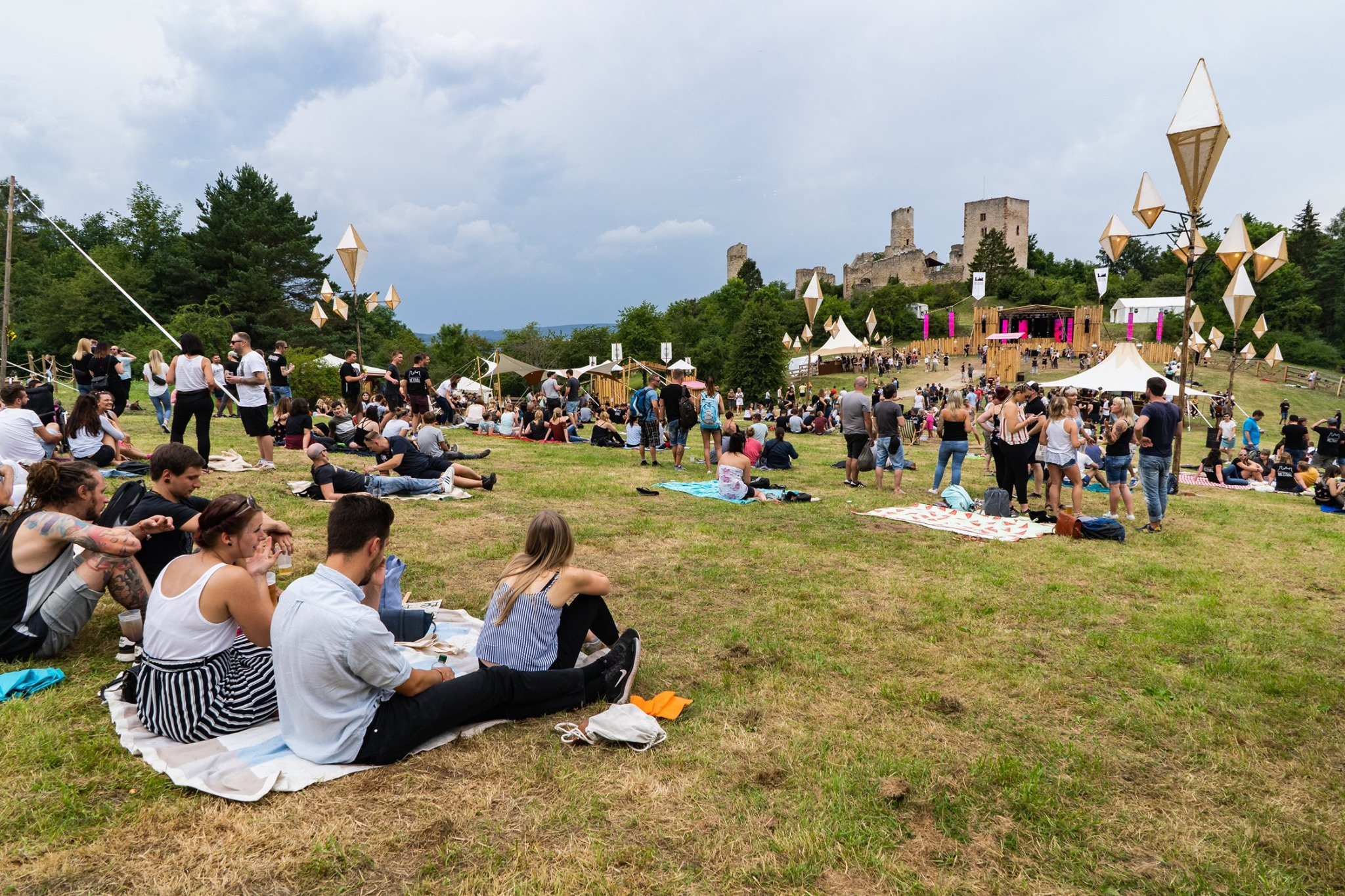
Das Gelände, im Hintergrund die Brandenburg (Lauchröden)

| Jahr | Headliner |
| ---- | --- |
| 2015 | Möwe, Beatamines |
| 2016 | Bebetta, Stereo Express |
| 2017 | David Jach, Raumakustik, Tinush, Mollono.Bass                                                                                       |
| 2018 | Younotus, David Keno, Alec Troniq, Marcus Meinhardt, Tube & Berger                                                                  |
| 2019 | Bebetta, Solee, Gabriel Vitel, Ante Perry                                                                                           |
| 2020 | abgesagt aufgrund der COVID-19-Pandemie                                                                                             |
| 2021 | abgesagt aufgrund der COVID-19-Pandemie                                                                                             |
| 2022 | Sarah Wild, Paji, Oliver Schories, Lexer, Juliet Sikora, Dominik Eulberg, Daniele di Martino, Budakid, Ante Perry, Marcus Meinhardt |